# 国民革命军东征
國民革命軍東征（另稱東江戰役）是孫中山领导的廣東革命政府，以黃埔軍校師生所組成的國民革命軍為主力，於1925年至1926年間，與包括陳炯明、林虎、洪兆麟、鄧本殷的粤军，以及发动了兵变的楊希閔、劉震寰的滇桂军之間發生的戰爭。結果，國民革命軍徹底消滅陳炯明勢力，為日後的國民革命軍北伐奠定基礎。

## 背景

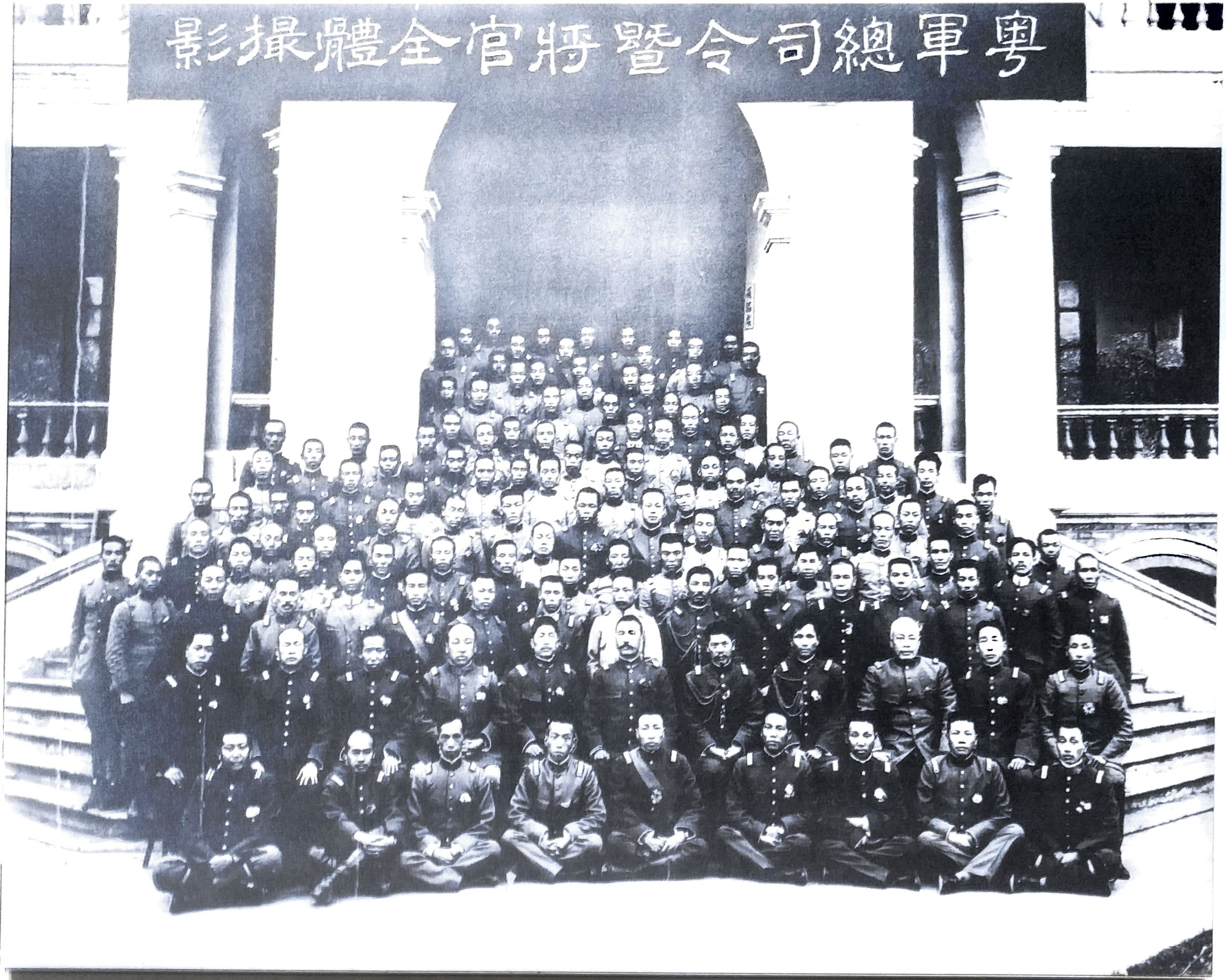
1925年1月，陈炯明在汕头与粤军将官合影，下令反攻广州

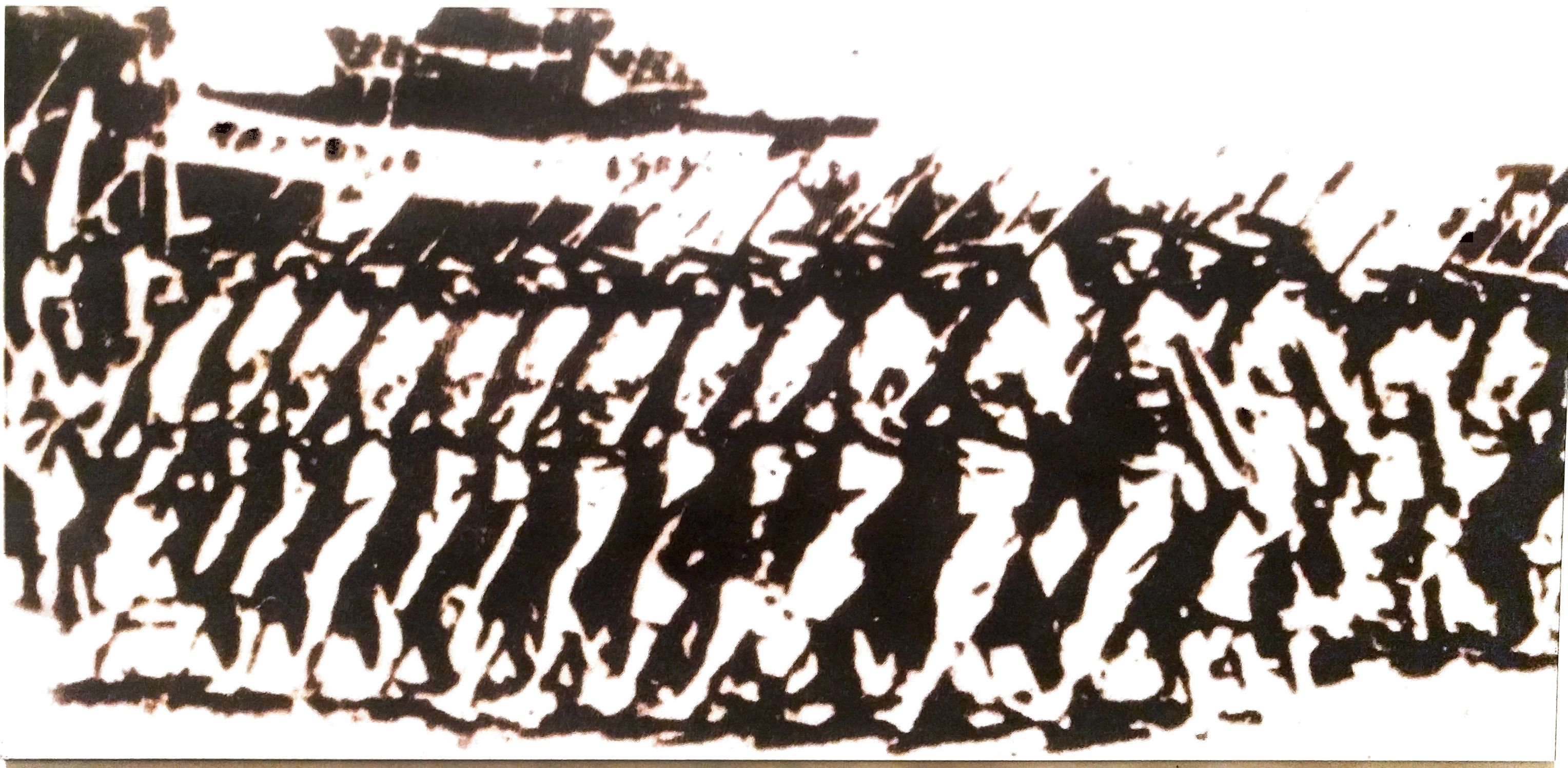
黄埔军校第一次东征誓师

1924年第二次直奉战争后，奉系张作霖击败直系吴佩孚。10月，馮玉祥发动北京政变，推翻直系大总统曹锟，驱逐溥仪，并邀請段祺瑞作中華民國臨時執政，更电邀孙北上共商国是。1924年11月，孫中山北上與北洋政府談判，臨行發表《北上宣言》，提出「廢除不平等條約」、「召開國民會議」等兩項主張。當時廣東的政治形勢，東江「救粵軍」有於12月7日在汕头被广东各团体代表推举为總司令的陳炯明、林虎、洪兆麟，南路有鄧本殷、申保藩，廣州內部則有滇軍楊希閔、桂軍劉震寰等勢力，孫中山身邊僅有許崇智、蔣介石等人支持。
12月24日，在苏聯顾问加侖與胡漢民、廖仲愷曾進行秘密會議，決定由胡漢民、廖仲愷、許崇智、楊希閔、蔣中正等人組成大本營最高軍事委員會，策劃東征。12月28日，國民政府胡漢民、廖仲愷、伍朝樞、許崇智、楊希閔在楊希閔的別墅再次舉行軍事會議，磋商對抗陳炯明的軍事行動方案。在會議中，楊希閔開出60萬銀元的軍費預算才肯出兵，這使得東征計畫受到拖延。
至1925年初，救粵軍進軍至虎門要塞附近，感受到軍事壓力的許崇智督促國民政府下的幾支建國軍派系組成東征聯軍，1月30日軍事會議上，決定以建國粵軍與黃埔校軍編成右路軍，對抗在淡水、平山、海陸豐一帶的洪兆麟部隊，由於許崇智兼任省城警備總司令坐鎮廣州根據地，前線部隊實際指揮官為建國粵軍第二師師長張民達、中路軍為建國桂軍劉震寰，繼續圍攻惠州城，左路軍為建國滇軍楊希閔，對抗河源、興寧、五華縣一帶進軍的林虎部隊，東征軍的總和兵力大約為4.4萬人，救粵軍的總和兵力則達7萬。

## 兩次東征戰役

### 第一次東征戰役
第一次东征主要時間自1925年2月至3月，包含響應孫中山的粵軍、桂軍、滇軍，联軍的總規模約有5萬人。東征軍進軍開始的時間為1925年2月1日，進攻陳炯明所屬的救粵軍根據地粵東東江流域縣市，此期間歷經的較著名戰役為淡水之役及棉湖戰鬥，主要戰場不在東江流域的要邑，而是在廣東南方的城市。
2月1日，东征革命军开始行动，左翼軍為滇軍杨希闵、中路軍為桂軍刘震寰、右翼軍為黃埔軍校與粵軍的混編部隊。國民革命军的作战计划，是以左路滇军吸引粤军中、右两路的进攻，而以右路校军击破就粤军西路軍，沿海岸线推进至潮汕。左翼軍的進軍動線是繞過惠州，沿著東江北上河源縣、老隆鎮，興寧縣、梅縣區，其戰線會與林虎指揮的救粵軍東路軍接觸；中路軍則繼續保持對惠州城的包圍與攻城，牽制該城守軍；右路軍則從廣州沿廣九鐵路南下海岸線，並攻佔被陳炯明所控制的沿海諸縣。在東征軍進軍中，左翼與中路軍並未接敵，且進軍緩慢，戰爭主要為右翼軍進行。2月4日，建國粵軍第二師第五旅（旅長許濟）在石灘與救粵軍進行交戰，建國粵軍隨後在石龍發起進攻，擊退救粵軍的進軍。2月5日，由粵軍司令部參謀長兼黃埔軍校校長的蔣中正率領之黃埔教導團與建國粵軍第三軍第十六旅合攻東莞城，再度擊退救粵軍，並攻占东莞。
右翼軍的初期攻勢順利，讓許崇智在2月8日抵達前線視察，但視察期間意識到蔣中正與張民達以及建國粵軍將領間的糾紛無法化解，最終決定兼任右路軍指揮。
右路軍10日陷平湖、11日陷深圳，控制廣九鐵路沿线，2月14日進軍到廣東淡水河流域的下游要邑，位在惠陽縣東方的淡水城。右翼軍在淡水戰役前，以黃埔軍校畢業生為指揮核心的部隊主要是教導第一團與教導第二團，總數約3,000人。此外的配屬兵力還有第二期學生總隊炮兵營、工兵隊、錙重隊，與第三期入伍生第三營，總和約在4,000人以內。但右翼部隊同時還有許崇智麾下的建國粵軍，包括建國粵軍第2師，這些兵力總和約有1萬人。右翼軍的黃埔軍校部隊由蘇聯教官率領，指揮官為加伦将军及校长兼總教官蒋中正、党代表廖仲恺、政治部主任周恩来指挥。
陳炯明所控制的救粵軍總數約有7萬人，原先對抗東征聯軍右路軍的救粵軍是陳炯明親信洪兆麟為主的左路軍，但是在作戰中洪兆麟部隊遭到重創，為對抗右翼軍，陳炯明投入了由其盟友林虎率領的救粵軍第一軍（東路軍），總和戰力約2萬人。

#### 淡水之役
東征聯軍發兵後未滿一個月，東征軍已攻克東莞、石龍、平湖、深圳、淡水、平山、海豐，直搗潮、汕、梅縣:10。
2月13日，黃埔軍校教導一、二團佔領據點，校军兵临淡水城下。淡水镇系惠陽縣的政治與經濟要地，並興築了永久防禦工事。城池以高6公尺、厚3公尺的石牆所築，牆頂設有槍眼，牆外亦有挖掘壕溝，野戰部隊不易奪取。救粵軍在淡水城駐守的主要將領為救粵軍第五軍熊略、指揮救粵軍第11師（師長林烈）、救粵軍支隊（隊長翁輝騰），總兵力將近4,000人。2月14日，黃埔校軍指揮部推進至淡水城外的玉虛宮，蔣中正下令教導第一團攻城，但當日遭到守軍擊退。同日晚上，蒋中正召集军事会议，决定從校军组织敢死队担负责攻城。校军选出了10名军官和210名士兵，周恩来亲自向他们做政治报告，要求他们为革命献身。
15日上午6點。敢死隊在炮兵營的掩護下攻城。砲兵營營長蔡忠芴指揮的炮擊壓制住城牆守軍，敢死隊隨即攀牆，突入淡水城，在上午7點，由教導第一團第二營第四連黨代表鄭洞國首先登上城牆突入救粵軍防線。救粵軍在防線遭破後隨即潰退敗逃平山，教導第一團攻入淡水城後，清點戰果獲得五百九十餘支步槍、機槍五挺、子彈數萬，俘虜700餘人。
淡水戰鬥後右路軍繼續推進至平山，於2月20日和東路軍司令洪兆麟部隊交戰。25日，粤军发动反攻，在三多祝击败右路軍。26日凌晨，右路軍以夜襲攻入洪兆麟指揮所，東路軍主將洪兆麟與葉舉雖然成功逃脫，但也導致指揮癱瘓。2月27日右路軍逼近陳炯明故鄉海豐縣，由於陳炯明在前一天已經潛逃香港，救粵軍與主帥失聯的狀況下亦失去戰意，2月29日棄守海豐縣城，右路軍在沒有組織性抵抗下快速東進，在3月3日至3月7日間佔領普寧、揭陽、潮安、汕頭。取得陳炯明的核心根據地。
此役後，校軍教導第二團團長王柏齡遭撤換，由錢大鈞接任。

#### 棉湖之役

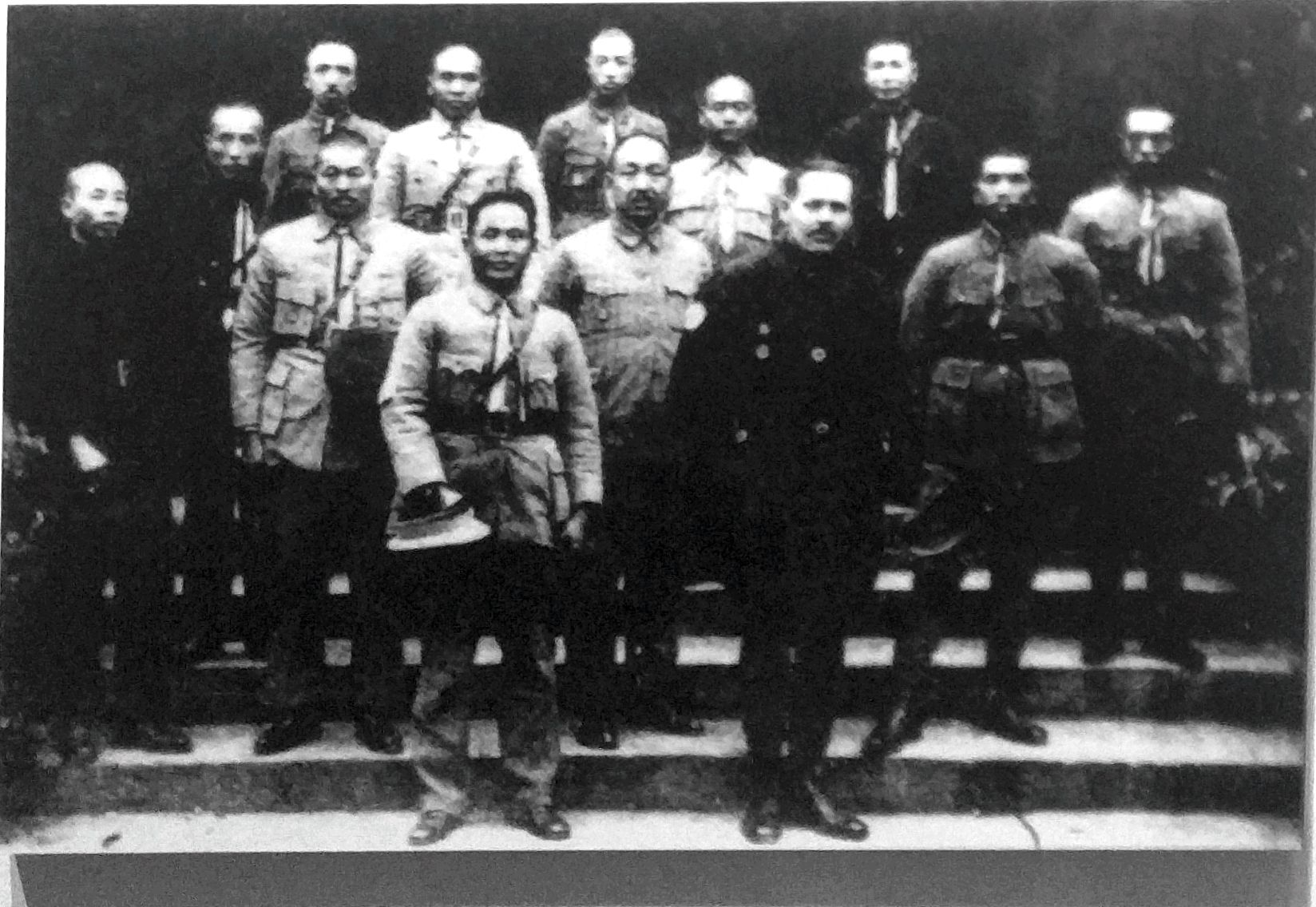
何应钦和苏联顾问在东征途中合影

東征軍右路軍再拿下汕頭後，揮軍廣東北部。由於中路軍與左路軍的接戰態度消極，與它們對峙中的救粵軍部隊得以轉向和右路軍接戰，其中對右路軍來說最強大的敵軍為廣東督辦、潮梅護軍使兼寰威將軍林虎所指揮之部隊，該部隊為舊桂系在廣東的最強殘餘勢力，在粵桂戰爭敗給陳炯明粵軍後，向北京政府輸誠歸順，除了受封官銜外，也獲得吳佩孚接濟軍備，相較於陳炯明親信部隊有著更強的作戰能力。3月12日凌晨，黃埔軍校教導第一團與救粵軍林虎一部相遇，兩軍交戰於棉湖。教導團一團團長何應欽與林虎軍激戰至次日，之後教導第二團團長錢大鈞由鯉湖趕來增援，林虎軍在腹背受敵的情況下敗逃。3月12日，孫中山於北京逝世，蔣在軍中發哀告全軍將士書，回廣州祭奠，並整理校務:10。
戰役之後，蔣介石曾評論：「棉湖一役，以教導團千餘之眾，禦萬餘精悍之敵，其危實甚；萬一慘敗，不惟總理手創之黨軍盡殲，廣東革命策源地，亦不可復保。」
棉湖取勝之後，國民革命軍向北方推進，攻克了河婆、17日陷五華，並在21日佔領了興寧縣城。期间，东征军缴获了楊希閔、刘震寰与林虎、陈炯明暗通款曲、交换情报的密电。:159至此，在短短一个多月的时间里，不足万人的右路東征军便擊敗了救粤军，救粵軍的西路尤其遭到嚴重耗損。
至3月下旬，粤军林虎部退入赣南，叶举、洪兆麟部退入闽南，杨坤如所率領的救粵軍第六軍则仍坚守惠州。由于陈炯明提倡联省自治，赣督方本仁、闽督周荫人皆愿与他合作，遂为粤军提供休整之处。

### 兩次東征之間

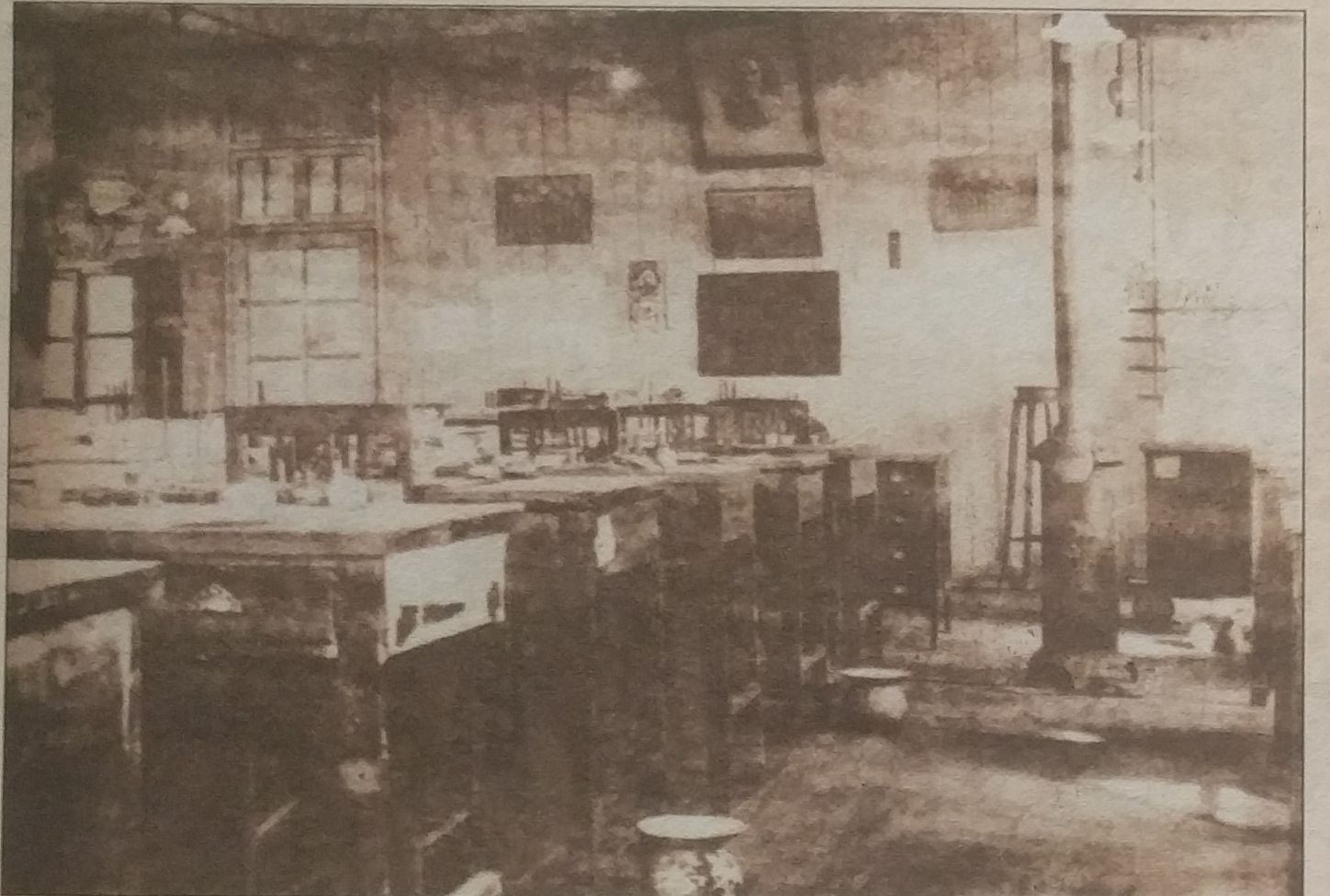
黄埔军校里的"讨逆"（杨刘兵变）宣传办公室

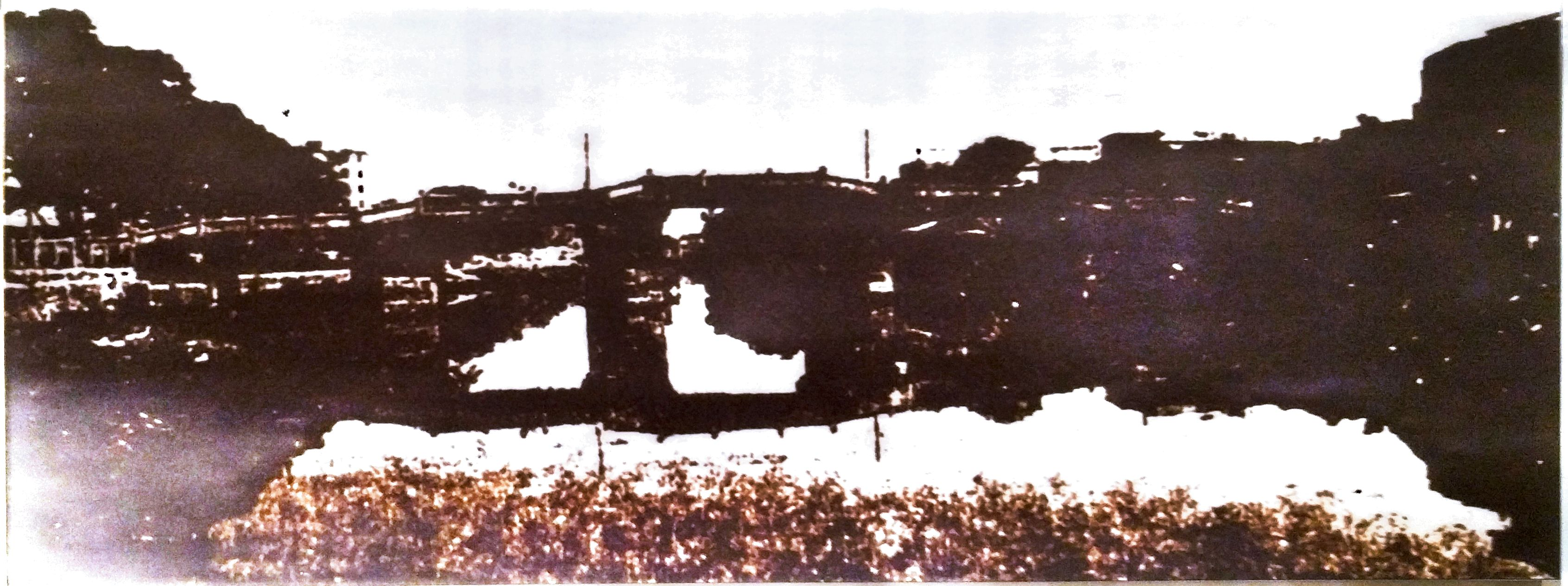
国民革命军在广州石井桥战胜了杨刘军的残部

6月，滇軍楊希閔、桂軍劉震寰叛變倒戈，蔣奉命令兼任廣州衛戍司令，東征軍右路軍迫於後方變故，放棄剛戰勝收復的縣城西返，黃埔教導團由東江反攻廣州，粵軍則由廣九鐵路反攻，支援李宗仁的粵軍則從西江返回廣州。6月5日，大元帅府免去二人的滇、桂军司令之职，下令各部重夺广州。廣州國民政府蔣為總指揮。楊希閔在反叛廣州國民政府時，並沒有讓建國滇軍屬下完全得知，因此起事後，建國滇軍第三軍軍長胡思舜與建國滇軍第二師師長廖行超藉故拖延布署，導致楊希閔無法善用其兵力優勢建構防禦線，而是選擇在廣九鐵路一線與石龍和國民革命軍決戰。
6月初，粵軍與黃埔軍校教導團組成的聯軍開始攻入廣州，6月12日，國民革命軍炮擊炸死在廣州瘦狗嶺布防滇軍第一師師長趙成梁，主力部下戰死的楊希閔無力再戰，當天由陳廉伯協助從沙面島遁逃香港。失去主將的滇軍在6月13日全數投降，遭國民革命軍繳械或改編。但由於滇軍士兵素質太差，因此被保留士兵的主要是在廣東才招募的粵民或是桂系部隊。滇桂聯軍被擊潰除了提升國民政府的聲譽外，實質利益是既往被楊希閔把持的廣州菸賭稅回歸廣州省政府徵收，改善廣東財政。
同日，国民党中执委决定将大元帅府改组为“国民政府”、将麾下各军编为“国民革命军”。7月，軍事委員會成立，蔣為委員，建議革命六大計劃:10。7月1日，以实行“打倒列强、除军阀”、实行“国民革命”为目标的国民政府建立，汪兆铭出任主席，与胡汉民、谭延闿、许崇智、林森同任常务委员。6日，国民政府军事委员会成立，汪兆铭任主席，胡汉民、伍朝枢、廖仲恺、谭延闿、许崇智、蒋中正任委员，建議革命六大計劃。8月26日，军事委员会将各部整编为国民革命军第一、二、三、四、五军，由蒋中正、谭延闿、朱培德、李济深、李福林分任军长。各军仿照苏联红军，均设立政治部和党代表。國民革命軍至此诞生。
8月20日，國民黨左派大老廖仲愷遇刺身亡，國民黨中央為緝凶而組織特別委員會並任命蔣為委員，同時全權負責政治軍事及警察以平定時局:10。在調查廖案期間，李福林舉發了胡毅生、魏邦平、朱卓文、林直勉等人對當時國民革命軍層峰的不滿，汪精衛與蔣中正等人合作趁機將許崇智與胡漢民等孫中山既往重用的軍政要人排除出權力核心，部分建國粵軍因此倒戈，投靠鄧本殷。
在廣州政府於6月到8月底的內戰期間，原本敗退贛閩二省的的陳部獲多方資助重整旗鼓，港英政府在這段期間向陳提供子彈百萬發、现金百餘萬港幣，北洋段祺瑞亦为陈炯明送来军费三十萬大洋及軍艦两艘，陳炯明軍趁著國民革命軍撤退時重新占回梅州、潮州等地。1925年9月16日，陈炯明坐镇香港，开始策划反攻事宜。除了陳炯明，廣東省南部與雷州半島等地的軍閥也由鄧本殷整合，鄧本殷得到北京政府追認治權，命其為「廣南省督理」，並在10月初朝廣州發兵，與東征軍交戰。

### 第二次東江戰役

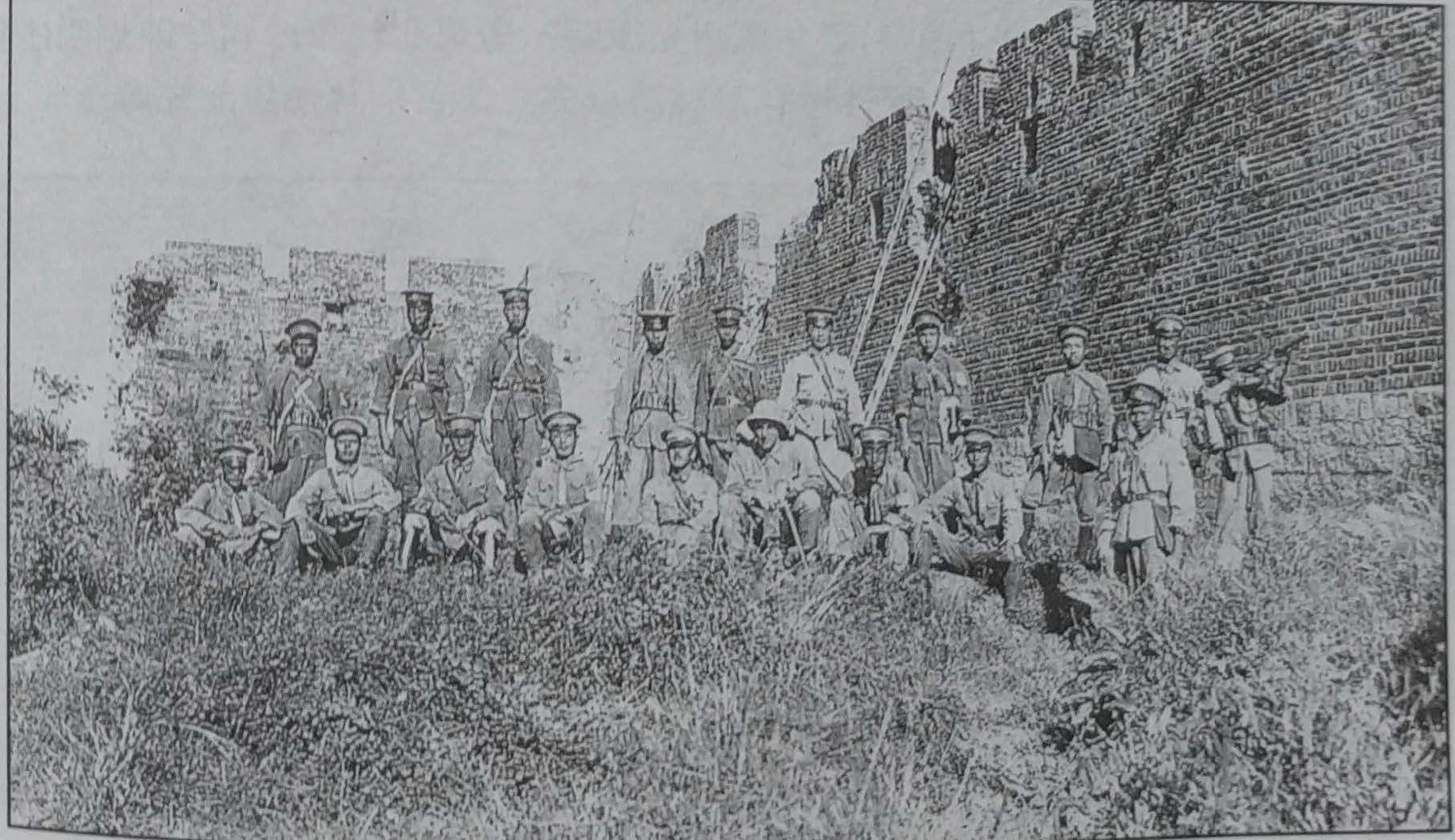
國民革命軍第一軍砲兵營部份官兵與蘇聯軍事顧問（前排右四）在惠州城北門外合影

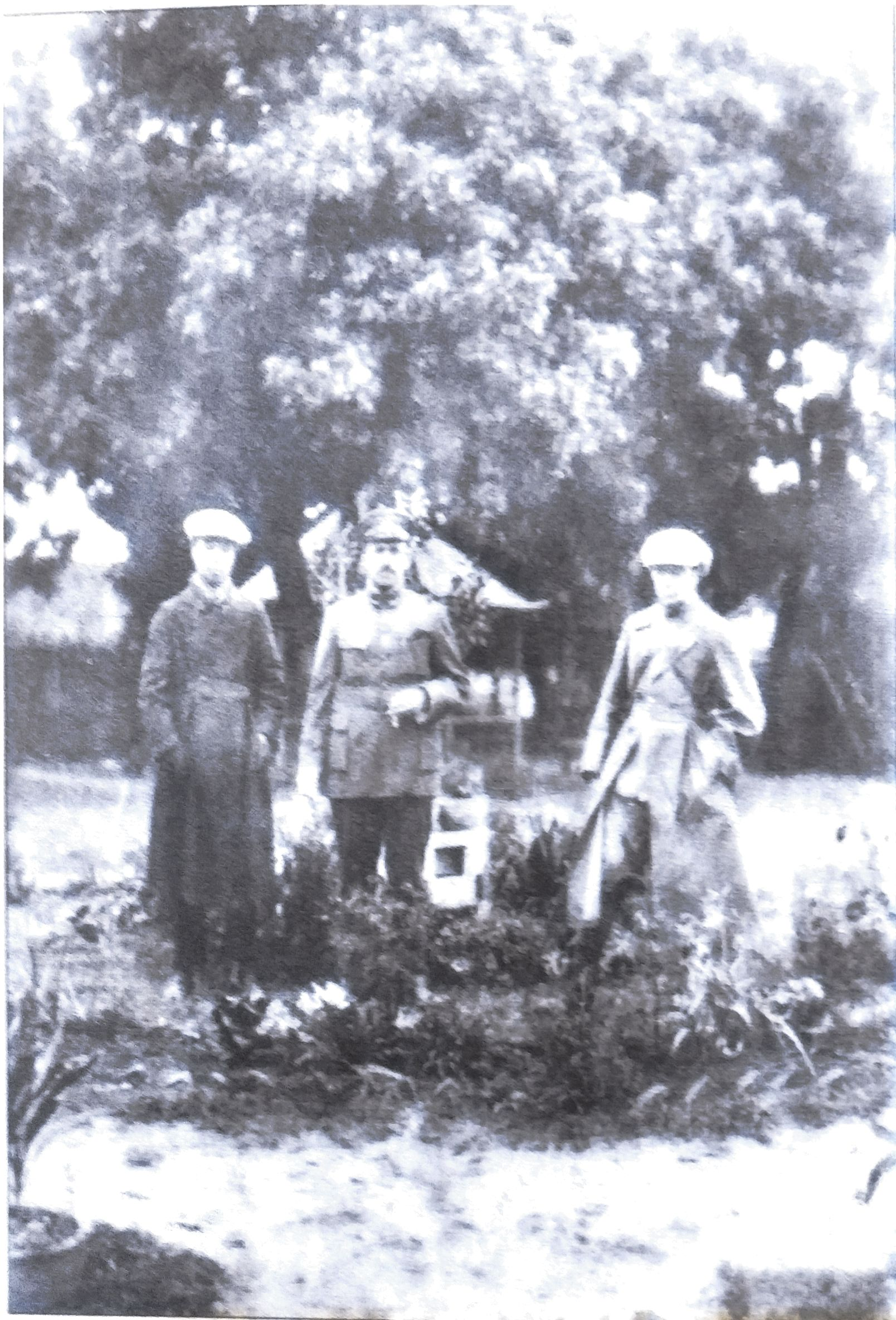
第二次东征途中的苏联顾问

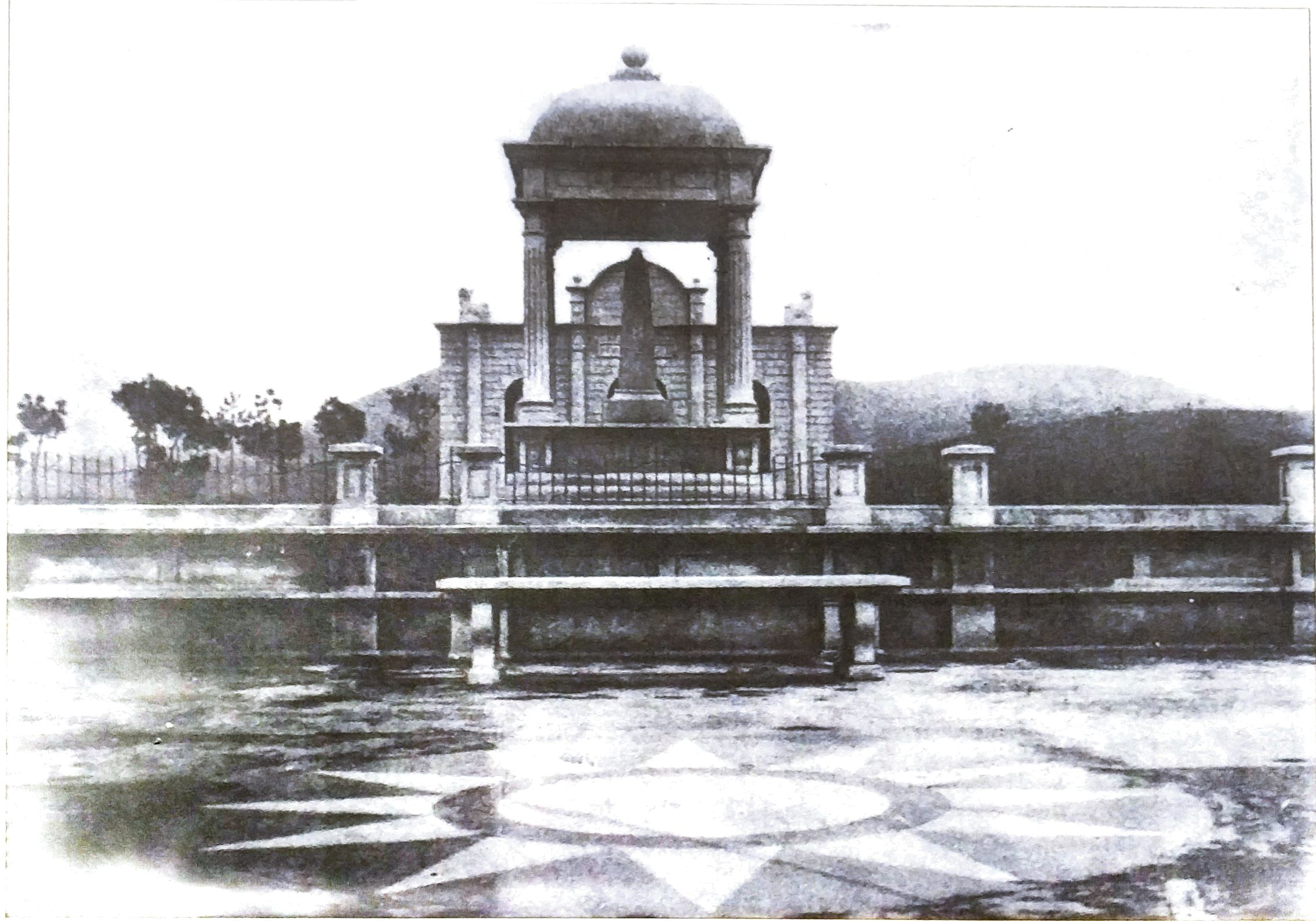
1925年底黄埔军校在长洲岛万松岭修建的“东征阵亡将士墓”

第二次東江戰役，国民政府方面称为第二次东征，時間從1925年9月至12月。1925年9月，陳炯明再次於潮、汕集結，與廣東革命政府軍衝突。其中最具關鍵性的戰役為「惠州之役」。因惠州城三面環水，易守難攻，夙有「嶺南天險」之稱，此時惠州城由陳炯明手下的楊坤如防守。
1925年9月，蔣奉命為東征軍總指揮:10。汪兆铭为党代表、周恩来为政治部主任，将第一、第四军近3万人编为三个纵队，分由何应钦、李济深、程潜指挥。
10月，第二次東征，首克惠州城，連戰皆捷，東江大定:10。10月9日，東征軍進攻惠州城，雙方激戰至次日中午，東征軍最終攻破惠州城。蔣介石戰役之後評論：「名城雖克，實不能償本校精華之損失也。」
惠州失守后，粤军大势已去。之後國民政府將東征軍為三個縱隊：第一縱隊出海豐、第二縱隊出紫金、第三縱隊出河源。國民革命軍快速推进，于20日陷河源、22日陷海丰。
27日，蒋中正率第一军第三师，在五华县华阳附近与粤军林虎部突然遭遇。蒋错判敌情，以为“逆敌如窜去，除守兴宁，决无中途再敢反斗之理。”不料粤军已在此构筑了坚固的工事，有意绝地反击，将猝不及防的東征軍第三师彻底击溃，击毙其团长、副团长、连长等军官8人、党代表8人。在一片慌乱中，第三师代理师长陈赓背着蒋中正渡河逃命。这是粤军在東江戰役战争中的最后一场胜利。
至10月底、11月初，東征軍第一縱隊攻佔潮、汕，第二縱隊進佔饒平，第三縱隊佔領五華、興寧、梅縣、大埔。11月1日，重整旗鼓的蔣軍再次进攻，10月30日击溃林虎部，俘虏4,000余人。11月1日，洪兆麟部惨败于河婆，洪腿部中弹，部队丧失战斗力。11月6日，汕头失守。7日，粤闽边境的饶平易手，洪兆麟、林虎率残余粤军全部退往闽南。

## 粵西戰役

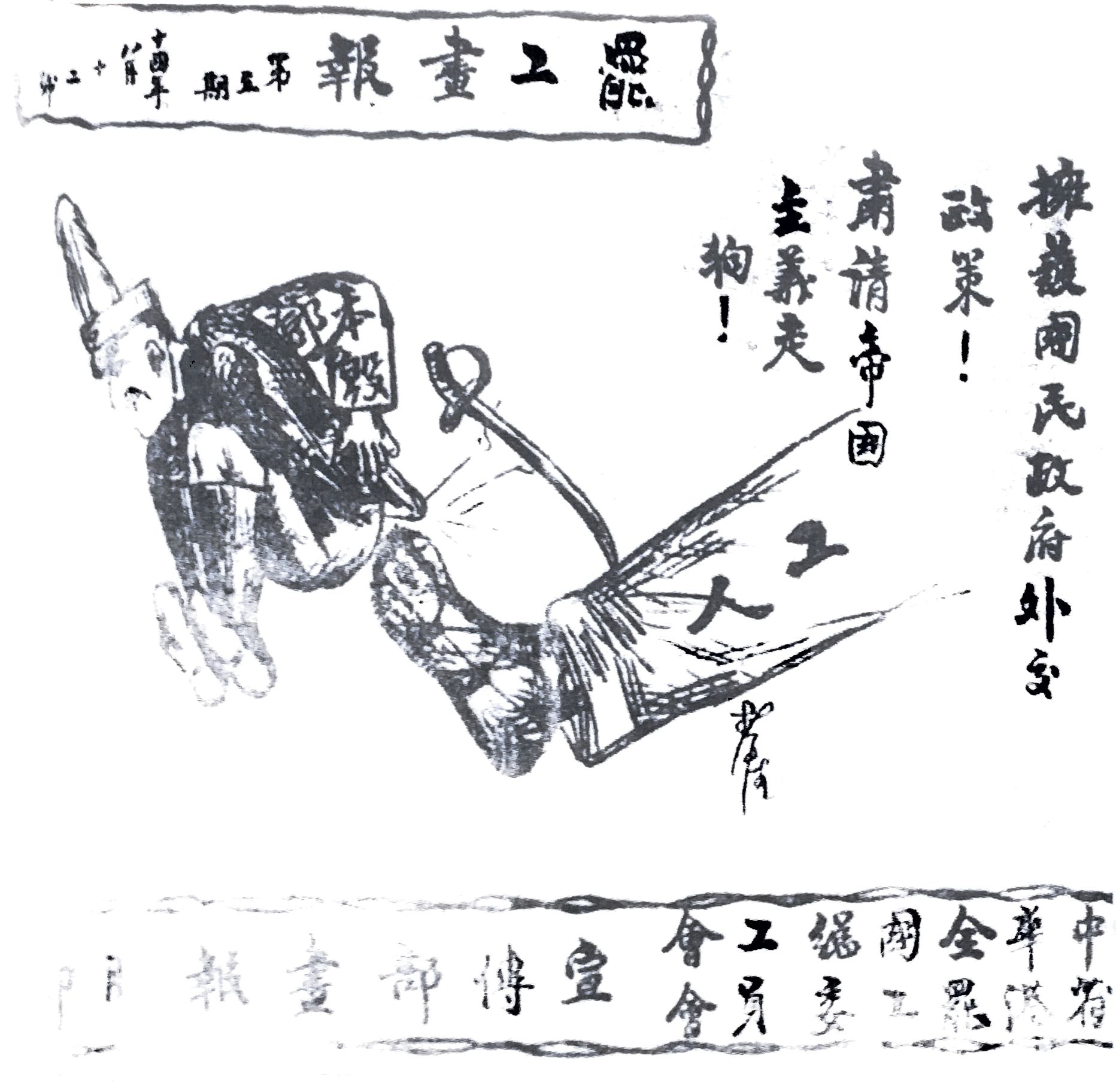
親国民政府工會的“打倒邓本殷”宣传画

平定粤东後，國民革命軍隨即轉進對付仍盤踞粤西及海南，仍效忠陳炯明的粵軍殘部邓本殷。邓本為陈的部属，陈炯明於六一六事變驱逐孙文后委任邓为琼崖善后处长。1923年1月，广州易手，邓本殷遂趁势联合高州、雷州、罗定、阳江、钦州、廉州、琼崖诸军，自任“南路八属联军总司令”，更曾於國民革命軍東征期間意圖自粵西出發偷襲廣州以支援陳炯明。
1925年10月24日，國民革命軍与李宗仁、白崇禧的桂军联手攻邓。此戰役被稱為國民革命軍的南征。邓军节节败退。30日，开平易手。31日，台山易手。11月2日，恩平城破。7日，阳江陷落。12日，高州易手。15日，罗定不守。至21日，化州易手。30日，廉州陷落。12月7日，桂军攻陷钦州。至此，邓军全线崩溃，残部撤往海南岛。
國民政府先以第四軍第十師師長陳銘樞出兵南征，再以李济深为总指挥，命其率国民党第四军两个师渡海攻岛。1926年1月17日，國民革命軍乘军舰横渡琼州海峡，于琼东北海岸的新榄港登陆。邓军反登陆作战失败，在敌方猛烈的炮火下纷纷溃退。22日，琼山县城易手。邓本殷见大势已去，遂抛下军队並乘日本军舰逃亡越南。至2月中旬，海南岛的鄧軍残部被徹底殲滅，广东境内最后一支反对國府的粤军被消灭。

## 兩廣統一
第一次東江戰役結束之後，原中華民國陸海軍大元帥大本營於1925年7月1日改組為國民政府，並於8月整編各部為國民革命軍。1926年1月26日，國民政府由譚延闓、汪兆銘與廣西的李宗仁、黃紹竑於梧州會面，對兩廣統一事宜作初步商談。2月24日，國民政府成立了兩廣統一委員會，並於3月15日確定了兩廣統一的方案，廣西政治、軍事及財政均置於國民政府直接管轄之下。3月24日，軍事委員會改編廣西軍隊為國民革命軍第七軍，任命李宗仁為軍長，兩廣統一遂告完全實現。6月1日，国民党任命黄绍竑为广西省主席。

## 影响
第二次东征胜利后，蒋介石赢得了社会各界的赞誉，以至“民众簇观，万头攒动”，“各界盛迎，并献牛酒犒军”。蒋介石在国民党内的声望陡增，汪精卫、谭延闿盛赞蒋：“我兄建此伟功，承总理未竟之志，成广东统一之局，树国民革命之声威，凡属同志，莫不钦感。”从此，蒋介石从单纯的军事领袖，进入党务、政务领域。
1926年1月1日，蒋介石参加中国国民党第二次全国代表大会。1月22日，国民党二届一中全会召开，蒋介石入选9名常务委员之一。23日，国民党中央常务委员会举行第一次会议，蒋介石入选9位政治委员之一。蒋介石以其显赫军功，跻身国民党中央，涉足国民政府。

## 外部連結
- 國軍歷史文物館 >>常設展覽 >>黃埔建軍與北伐統一（页面存档备份，存于）
- 中華民國陸軍軍官學校-行動版